# Фемінізм другої хвилі
Фемінізм другої хвилі (англ. second-wave feminism) — період розвитку фемруху, покликаний усунути фактичні та офіційні юридичні нерівності. У західному світі тривав з початку 1960-х до 1980-х.
Після першої хвилі, зосередженої на виборчому праві та правових перешкодах гендерної рівності (виборчі та майнові права), друга хвиля розширила дискусію про сексизм на сексуальність, сім'ю, робоче місце, репродуктивні права. Цей комплексний аналіз та критика патріархатних установ і культурних практик у всьому суспільстві привернув увагу до проблем домашнього насильства та зґвалтувань у шлюбах, створив кризові центри зґвалтування та прихистки для жінок, вніс зміни до законів про опіку та розлучення. Феміністичні підприємства (книжкові магазини, кредитні спілки, ресторани etc) стали центрами зустрічей та економічними двигунами руху.
Термін «фемінізм другої хвилі» ввела у загальну мову журналістка Марта Лір у статті Нью-Йорк Таймс березня 1968 «Друга феміністична хвиля: чого хочуть ці жінки?». Лір писала: «Прихильниці називають це Другою феміністичною хвилею, перша, яка спала після славної перемоги суфражизму і, зрештою, зникла у великій піщаній кулі Єдності».:323
Історикині фемінізму вважають кінцем другої хвилі (зокрема, в США) феміністичні секс-війни щодо сексуальності та порнографії початку 1980-х, що знаменують фемінізм третьої хвилі початку 1990-х.

## Огляд у США
Друга хвиля в США відбулася як реакція на відновлення домогосподарств жінок після Другої світової: повоєнний економічний бум кінця 1940-х з безпрецедентним економічним зростанням, бебі-бумом, переїздом до сімейних осередків та «ідеальних» подружніх шлюбів. Жінки не прагнули шукати роботу через навантаження хатньою роботою, що розглядалася як їх основний обов'язок і ізолювала від політики, економіки та законотворчості. Це життя наочно проілюстроване медіями того часу (як-от телешоу «Батько знає краще» ідеалізувало домашнє життя).
Французька філософ Симона де Бовуар у 40-х роках ХХ ст. дослідила, що жінки в патріархальному суспільстві сприймаються як «інші», другорядні, ненормальні. У класичному трактаті «Друга стать» (1949), що вважається тригером другої хвилі, вона проілюструвала, що орієнтована на чоловіків ідеологія приймається як норма і посилюється постійним розвитком гендерних стереотипів, а здатність жінок вагітніти, годувати грудьми та менструювати жодним чином не може бути вагомою причиною чи виправданням вважати їх за «другу стать». Полемічний роман перекладений з англійською (частину тексту вилучено) й опублікований в США в 1953 році.
У 1960 Управління з продовольства і медикаментів США затвердило комбіновані оральні контрацептиви, випущені в 1961 році. Це полегшило американкам кар'єру без необхідності йти з роботи через позапланову вагітність, а також означало, що молоді пари не будуть регулярно примушувати до небажаних шлюбів через випадкову вагітність.

Хоча рух загальновизнано датується з 1960-х до початку 1980-х, точні роки важче визначити і вони часто оскаржуються. Зазвичай вважається, що рух розпочався в 1963, публікацією книги Бетті Фрідан Загадка жіночності та звіту про гендерну рівність президентської комісії Джона Кеннеді з питань становища жінок.
Адміністрація президента Кеннеді зробила права жінок ключовим питанням «Нової межі» і призначила жінок (таких як Естер Петерсон) на високопоставлені посади в адміністрації. Кеннеді також створив президентську Комісію зі статусу жінок під головуванням Елеонори Рузвельт, до складу якої входили чиновники кабінету (у тому числі Петерсон і генеральний прокурор США Роберт Ф. Кеннеді), сенатори, представники, бізнесмени, психологи, соціологи, професори, активісти та державні службовці. У звіті рекомендується змінити гендерну нерівність шляхом надання оплачуваної відпустки при вагітності та пологах, розширеного доступу до освіти та допомоги жінкам у догляді за дітьми.
Розширенню участі жінок у політиці сприяли й інші дії, зокрема, у 1961 році 50 000 жінок у 60 містах, мобілізованих організацією «Жінки страйкують за мир», протестували через наземне випробуванням ядерних бомб і забруднене молоко.

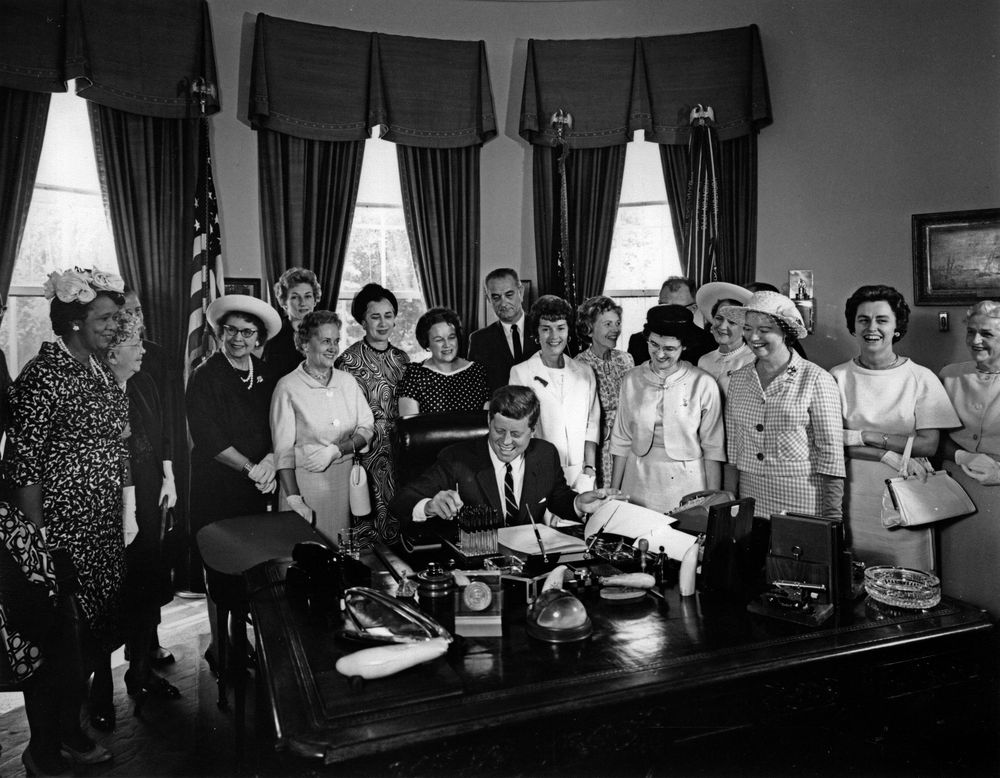
Американська асоціація жінок з вищою освітою з президентом Джоном Ф. Кеннеді, який підписує закон про рівну оплату праці, 1963

У 1963 році Бетті Фрідан під впливом Симони де Бовуар написала бестселер «Загадка жіночності». Обговорюючи в першу чергу білих жінок, вона прямо заперечувала проти того, як жінок зображували в ЗМІ. Беручи участь в опитуванні працюючих жінок та домогосподарок, Фрідан досліджує відкриття, що працюючі жінки задоволеніші життям за тих, які лишались вдома (вони відчували збудження та смуток). Фрідан дійшла висновку, що багато з цих нещасних жінок занурені в ідею, що вони не повинні мати жодних амбіцій поза домом. Фрідан описала депресію домогосподарок як «проблему, яка не має імені». За її словами, ідеальний образ нуклеарної сім'ї, зображений у ЗМІ, принижував жінок. «Загадка жіночності» започаткувала другу хвилю в США.
У звіті Президентської комісії зі статусу жінок, разом із книгою Фрідан, говорилося про невдоволення багатьох жінок (особливо домогосподарок), що призвело до створення місцевих, державних та федеральних урядових жіночих груп, а також багатьох незалежних феміністичних організацій.
Рух зростав завдяки юридичним перемогам, таким як Закон про рівну оплату праці 1963 р., Розділ VII Закону про громадянські права 1964 р. Та Грисволд проти Рішення Верховного суду Коннектикуту 1965 року. У 1966 році Фрідан приєдналась до інших жінок та чоловіків, щоб заснувати Національну організацію жінок (NOW), і першою очолила її.
Незважаючи на ранні успіхи, яких NOW досягнула під керівництвом Фрідан, її рішення впливати на Комісію з рівних можливостей для працевлаштування (EEOC) з метою використання Розділу VII Закону про громадянські права 1964 р. для забезпечення більшої кількості можливостей для працевлаштування серед американських жінок зустріли жорстокою опозицією в організації. Багато лідерів NOW були впевнені, що величезна кількість афроамериканців-чоловіків, які живуть за межею бідності, потребують більше можливостей для працевлаштування, ніж жінки середнього та вищого класів.  Фрідан покинула президентський пост у 1969.
У 1963 р. журналістка Глорія Стейнем здобула широку популярність у фемколах, опублікувавши щоденник, який вела, працюючи під прикриттям офіціанткою Playboy Bunny у Клубі Playboy, двома частинами у травневих та червневих номерах журналу Show.  У щоденнику Стайнем стверджувала, що клуб жорстоко поводився з офіціантками, щоб залучити клієнтів-чоловіків, і використовувала Playboy Bunnies як символи чоловічого шовінізму, зазначивши, що керівництво клубу вказує Кроликам поводитись розпусно. До 1968 року Стайнем стала найвпливовішою фігурою в американському фемрусі. Підтримка легалізованих абортів та догляду, фінансованого федеральним бюджетом, стали провідними цілями феміністок.
Серед найважливіших юридичних перемог руху після утворення NOW є Виконавчий наказ 1967 р., що поширює позитивні дії, рішення EEOC 1968 р., що ухвалює рішення про незаконне розголошення сексуальної допомоги, Розділ IX та Закон про рівну освіту жінок (1972 і 1974, відповідно, рівність в освіті), Розділ X (1970, охорона здоров'я та планування сім'ї), Закон про рівні можливості кредитування (1974), Закон про дискримінацію під час вагітності 1978 року, заборона на зґвалтування в шлюбі (хоча до 1993 року не була заборонена у всіх штатах), а також легалізація розлучень без вини (хоча не була легалізована у всіх штатах до 2010 р.), закон 1975 р., що вимагає від Військових академій США прийому жінок, та багато справ Верховного суду, такі як Рід проти Рід (1971) та Ро проти Вейда (1973).
Однак найбільшим досягненням руху була зміна соціального ставлення до жінок. У січні 2013 року міністр оборони США Леон Панетта оголосив, що довгострокову заборону жінкам, які проходять військові бойові дії, знято. У 2013 році Міністерство оборони США оголосило про план інтеграції жінок на всі бойові позиції до 2016 року.
Фемінізм другої хвилі торкнувся й інших рухів, таких як рух за громадянські права та рух за права студентства, оскільки жінки прагнули до рівності в них. У 1965 Кейсі Гейден та Мері Кінг писали, що «припущення про перевагу чоловіків є настільки ж поширеними і глибоко вкоріненими, що майже калічать жінку, як припущення про перевагу білих над чорними», і що в русі, як і в суспільстві, жінки можуть опинитися «заплутаними в кастовій системі загального права».
Серед чорних феміністок, які брали активну участь у фемінізмі початку другої хвилі, адвокатка з питань цивільних прав та авторка Флорінс Кеннеді, співавторка однієї з перших книг про аборти, (1971); Селлестін Вейр з бригади Стентон-Ентоні в Нью-Йорку; Патрісія Робінсон. Ці активістки «показували зв'язок між расизмом та домінуванням чоловіків» у суспільстві.
Друга хвиля також знаменує появу жіночих досліджень як наукової галузі. У 1970 університет штату Сан-Дієго першим у США запропонував вибір курсів для жінок.
Національна жіноча конференція 1977 року в Г'юстоні, штат Техас, представила можливість жіночим визвольним групам вирішити безліч жіночих питань. На конференції делегатки з усієї країни зібрались, щоб створити Національний план дій, який запропонував 26 панелей з таких питань, як жіноче здоров'я, зайнятість жінок та догляд за дітьми.

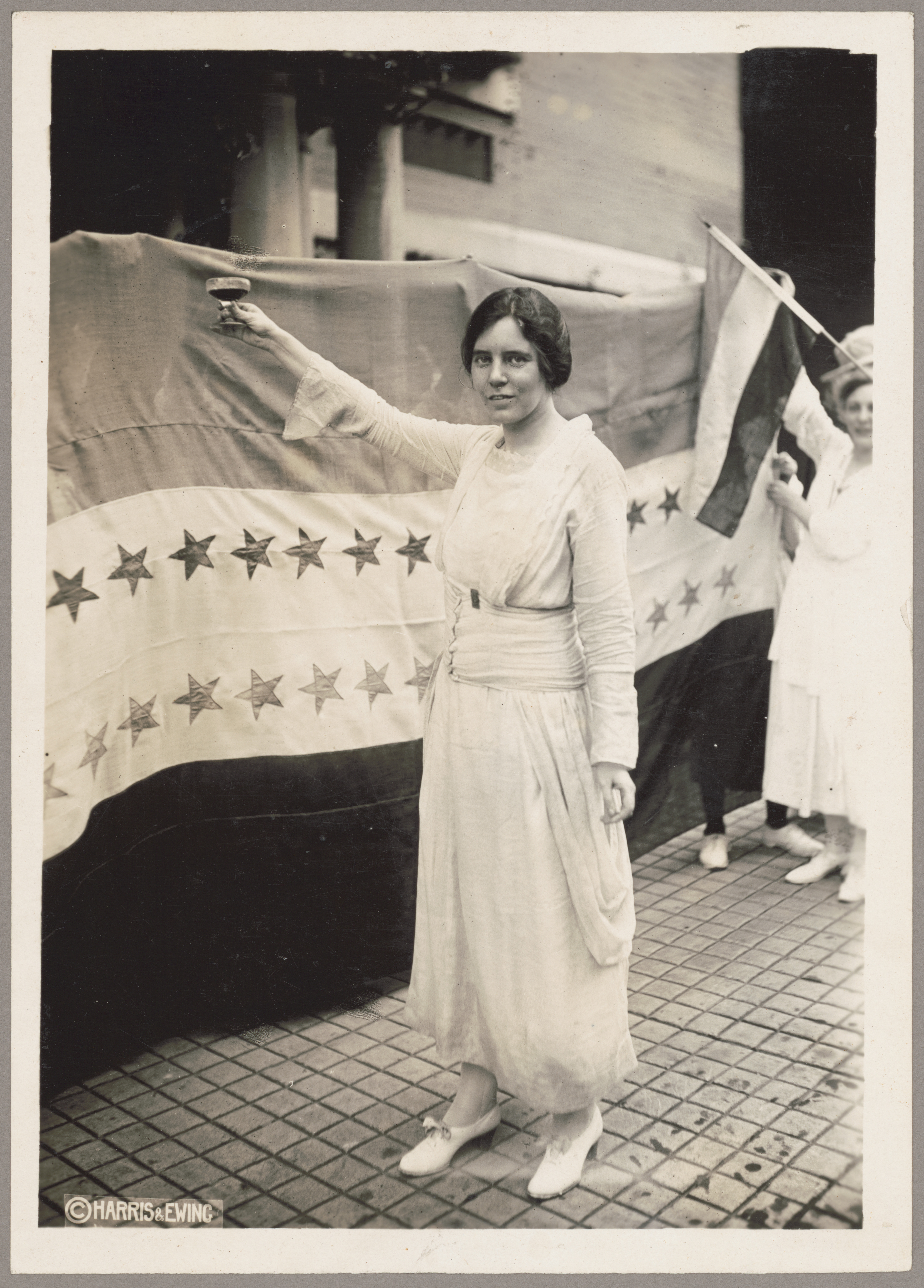
Еліс Пол написала Поправку про рівні права, прийняття якої стало метою феміністичного руху в 1970-х

На початку 1980-х назагал вважалося, що жінки досягли своїх цілей та успіху в зміні соціального ставлення до гендерних ролей, скасувавши дискримінаційні закони, інтегруючись у «чоловічі клуби», такі як військові академії, збройні сили, НАСА, одностатеві коледжі, чоловічі клуби та Верховний суд. Однак у 1982 р. не вдалося внести поправку щодо рівності прав до Конституції США.
Фемінізм другої хвилі був у значній мірі успішним, оскільки провал ратифікації Поправки до рівних прав та вето Ніксона на Комплексний законопроєкт про розвиток дитини 1972 року (який передбачав би національну систему денного догляду на багато мільярдів доларів) були єдиним законодавчим актом поразки. Станом на  2011 бакалаврський ступінь здобувало більще жінок, ніж чоловіків, половина очільницьЛіги Плюща були жінками, кількість жінок в урядах та традиційно зайнятих чоловіками сферах різко зросла, а в 2009 році відсоток жінок на американській робочій силі тимчасово перевищив частку чоловіків. Заробітна плата середньостатистичної американки також з часом зросла, хоча станом на 2008 рік досі становила лише 77 % від середньої зарплати чоловіка (економічно та соціологічно доведений гендерний розрив в оплаті праці).
Фемінізм другої хвилі закінчився на початку 1980-х феміністичними секс-війнами, а на початку 1990-х його змінив фемінізм третьої хвилі.

## Групи підвищення самосвідомості
Початок другої хвилі вивчають, розглядаючи дві гілки, які сформували рух: ліберальний та радикальний фемінізм. Ліберальні феміністки, очолювані такими діячками, як Бетті Фрідан та Глорія Стайнем, виступали за прийняття федерального законодавства, яке сприятиме та покращуватиме особисте та професійне життя жінок. Радикальні феміністки, такі як Кейсі Гайден та Мері Кінг, з навичками та уроками боротьби за громадянські права, створили платформу для обговорення насильства та сексизму, з якими стикалися жінки, працюючи з Рухом за громадянські права афроамериканців у США.

### Ліберальний фемрух
У повоєнній Америці багато жінок могли знайти роботу лише «для жінок» у сфері послуг. Після публікації в 1963 р. «Загадки жіночності» Бетті Фрідан багато американок розділили почуття ізоляції та невдоволення без реалізації поза домом. Книга була благанням про самореалізацію та підвищення самосвідомості жінок середнього класу по всій Америці. Багато її читачок в 1966 р. створили Національну організацію жінок.

### Радикальний фемрух
Активістки, які підтримували радикальний фемінізм, говорили про те, що їх змушували мовчати і слухатися лідерів-чоловіків в організаціях нових лівих. Вони висвітлювали примуси до канцелярської роботи та очікування сексу від активістів-чоловіків, з якими працювали. Багато феміністок в цих організаціях дізналися, як радикально мислити власну гідність та важливість, і застосовували ці уроки у розбудові фемінізму.

## Контрацепціятарепродуктивні права
Управління з продовольства і медикаментів США затвердило використання протизаплідних засобів у 1960 році. Ліберальні та радикальні феміністки долучились до створення панелей та семінарів з сексуальної освіти сексуально активних жінок, що привернули увагу і до ІПСШ та безпечних абортів. Підтримуючи «рух вільної любові» кінця 1960-х ― початку 1970-х, молоді жінки в університетських містечках розповсюджували памфлети про контрацепцію, ІПСШ, аборти та спільне проживання.

## Домашнє насильствотасексуальні домагання
До 1975 р. домашнє насильство та зґвалтування були соціально прийнятними та законними в повоєнній Америці, оскільки дружини і доньки вважалися власністю чоловіків. Через активісток фемруху другої хвилі та місцеві правоохоронні органи, з якими вони працювали, до 1982 року було створено 300 жіночих прихистків та 48 державних коаліцій для забезпечення захисту та надання послуг жінкам, які зазнали жорстокого поводження від чоловіків.
Фемрух другої хвилі зайняв рішучу позицію проти фізичного та сексуального насильства проти жінок як вдома, так і на робочому місці. У 1968 році NOW успішно лобіював Комісію з рівних можливостей працевлаштування прийняти поправку до Розділу VII Закону про громадянські права 1964 року, яка б запобігала дискримінації за ознакою статі на робочому місці. Ця увага до прав жінок на роботі спонукала ЄЕОК додати до своїх «Керівних принципів щодо дискримінації» сексуальні домагання.

## Спільна освіта
Два коледжі з Семи сестер здійснили перехід до спільного навчання під час і після 1960-х. Перший, коледж Редкліфф, об'єднався з Гарвардським університетом. Починаючи з 1963 року, студентство Редкліффа отримувало гарвардські дипломи, підписані президентами Редкліффа і Гарварда, а спільні навчальні роботи розпочалися в 1970 році. Того ж року кілька гуртожитків Гарварда та Редкліффа почали експериментально обмінюватися студентами, і в 1972 році засновано повне спільне проживання. Невдовзі після цього відділи легкої атлетики коледжів об'єдналися. У 1977 р. Гарвард та Редкліфф підписали угоду, згідно з якою студентки повністю переходили до Гарвардського коледжу. У 1999 році Коледж Редкліфф був розпущений, і Гарвардський університет взяв на себе повну відповідальність за студенток. Зараз Редкліфф ― Інститут перспективних досліджень жінок у Гарвардському університеті.
Решта коледжів із Семи сестер виступила проти спільного навчання. Коледж Маунт-Голіок під час президентства Девіда Трумена досліджував питання спільного навчання. 6 листопада 1971, «оглянувши вичерпне дослідження про спільну освіту, піклувальна рада одноголосно ухвалила рішення про те, що Голіок повинен залишатися жіночим коледжем». Сміт-коледж прийняв подібне рішення в 1971.

## Феміністичні підприємства
Активістки другої хвилі створили цілий ряд феміністичних підприємств: жіночих книгарень, феміністичних кредитних спілок, феміністську пресу, феміністичні каталоги поштою, феміністичні ресторани та лейбли феміністичних звукозаписів. Цей бізнес процвітав у рамках другої та третьої хвиль фемінізму в 1970-х — 1990-х.
У Західному Берліні за три роки (1974–76) з'явилося 16 проєктів, усі без державного фінансування (крім прихистку для жінок). Багато з цих концепцій підхопила соціальна економіка, деякі з них керуються автономно і сьогодні.

## Популярна культура
Феміністки другої хвилі заклали основи розгляду сексистської природи попкультури і створили власну попкультуру для протидії. «Одним із проєктів фемінізму другої хвилі було створення позитивних образів жінок, які б діяли на противагу домінуючим образам, що циркулюють у популярній культурі, для підвищення свідомості жінок».

### «Я ― жінка»
Пісня австралійської художниці Гелен Редді «I Am Woman» (1972) стала феміністичним гімном, а Редді — «дівчиною-феміністкою на плакаті» або «феміністичною іконою». За словами авторки, це «пісня гордості за те, що ти жінка». Через кілька тижнів після входження I Am Woman у гіт-парад радіостанції відмовилися її відтворювати. Деякі музкритики та станції вважали, що пісня представляє «все безглузде у жіночому русі за свободу». Тоді Редді почала виконувати пісню на численних телешоу. З ростом популярності слухачки телефонували на радіостанції та просили поставити трек. Пісня знову потрапила в гіт-паради і досягла першого місця в грудні 1972 року. «I Am Woman» співали на феміністичних мітингах та протестах.

### Olivia Records
У 1973 році п'ять феміністок[яких?] створили першу жіночу компанію звукозапису Olivia Records, розчаровані тим, що основні лейбли повільно додавали виконавиць до своїх списків. Одна із засновниць, Джуді Длугач, сказала, що «це був шанс створити можливості для жінок у цій галузі». Спочатку бюджет складав 4000 доларів, і засновниці покладалися на пожертви, щоб зберегти лейбл. Завдяки пожертвам Olivia Records створила свій перший LP, альбом феміністичних пісень I Know You Know. Розповсюдження почали волонтерки та феміністичні книгарні, але через кілька років їх платівки почали продаватися в звичайних магазинах звукозаписів.
Olivia Records була настільки успішною, що переїхала з Вашингтона до Лос-Анджелеса в 1975 році. Olivia Records випустила кілька платівок та альбомів, їх популярність зростала. Почала рости альтернативна спеціалізована музична індустрія. Спочатку цей тип музики називали «лесбійською музикою», пізніше ― «жіночою музикою». Хоча Olivia Records спочатку була призначена для жінок, у 1980-х роках вона намагалася відійти від цього і закликала чоловіків також слухати їх музику.

### Жіноча музика
Жіноча музика складалася з музиканток, які поєднували музику з політикою для вираження феміністичних ідеалів. По всій території США почали проводити жіночі музичні фестивалі, де жінки співали власні пісні про особистий досвід. Перший жіночий музичний фестиваль відбувся в 1974 році в Університеті Іллінойсу. У 1979 році музичний фестиваль у Мічигані Вомін залучив 10 000 жінок з усієї Америки. Ці фестивалі закликали вже відомих співачок, таких як Лаура Найро та Еллен МакІлвейн, почати писати та створювати власні пісні замість того, щоб співпрацювати з великим лейблом. Багато жінок почали виконувати традиційно чоловічий хардрок. Один з найуспішніших прикладів ― сестри Енн і Ненсі Вілсон, творчині знаменитого хардрок-гурту Heart.

### Фемінізм і кіно

#### Німецькомовна Європа
Deutsche Film und Fernsehakademie Berlin дав жінкам можливість знімати в Німеччині: з 1968 року третина студенток були жінками. Деякі з них ― піонерки жіночого руху ― випустили феміністичні художні фільми. У Західній Німеччині Гельма Сандерс-Брамс і Клаудія фон Алеманн створювали феміністичні документальні фільми з 1970 року. У 1973 році вони організували Internationale Frauen-Filmseminar у Берліні. У 1974 році Гельке Сандер заснувала журнал Frauen und Film ― перший феміністичний кіножурнал, який редагувала до 1981 року.
У 1970-х у Західній Німеччині режисерки випустили серію фільмів «Frauenfilm», присвячених особистій емансипації жінок. «Німецький фемінізм ― один із найактивніших жіночих рухів у Європі. Він отримав доступ до телебачення; породив цілий спектр журналів, видавництв та літній жіночий університет у Берліні; надихнув цілу групу режисерок», пише Марк Зільберман у Jump Cut. Але більшість режисерок не сприймали себе як феміністок, за винятком Гельке Зандер та Крістіни Перінчолі. Операторки досі були настільки рідкісними в 1970 році, що доводилося шукати їх у Данії та Франції. Працюючи з усіма знімальними групами жінок, Перінчолі заохочувала жінок навчатися професіям, де тоді переважали чоловіки.
У 1979 році німецькі кінопрацівниці створили Асоціацію кінематографісток, яка діяла кілька років. У 2014 році нова спроба з фільмом Proquote Film (тоді як Proquote Regie) виявилася успішною. За дослідженням Ростоцького університету, 42 % випускниць кіношкіл ― жінки, але лише 22 % німецьких повнометражних фільмів ставлять режисерки і, як правило, вони фінансово гірше оснащені. Ініціатива зазначає, що запровадження системи квотування у Швеції призвело до того, що частка жінок на ключових посадах у виробництві фільмів приблизно така ж, як частка населення. Як результат, шведська ініціатива закликає до паритетного співробітництва з органами, що фінансують кіно, та до впровадження поступової квоти для жінок при розподілі робочих місць у кіно- та телережисурі для досягнення рівномірного представництва. Це повинно відображати множинність сучасного суспільства, оскільки розмаїття не може бути гарантоване, якщо понад 80 % усіх фільмів створюють чоловіки. ProQuote Film ― третя ініціатива, за допомогою якої жінки, які мають високу частку у своїй галузі, борються за фінансові ресурси.

#### США
У США як створення, так і сюжети кінофільмів почали відображати феміністичні ідеали другої хвилі, що призвело до розвитку феміністської теорії кіно. Наприкінці 1970-х ― на початку 1980-х серед режисерок, які брали участь у новій хвилі феміністичного кіно, були Джоан Міклін Сільвер («Між лініями», 1977), Клаудія Вайль («Подружки», 1978), Стефані Ротман та Сьюзен Зейдельман («Smithereens», «Відчайдушно шукаючи Сьюзан»). Феміністичну тематику досліджували такі помітні фільми, як екранізація роману Лоїс Гулд «Такі добрі друзі» та «Дитина Розмарі».
Документальний фільм «Вона прекрасна, коли злиться» був першим документальним фільмом, який висвітлив другу хвилю фемінізму.

## Критика
Деякі чорношкірі та/або робітничий клас, бідні жінки відчували відчуження від фемруху другої хвилі, який значною мірою відстоював право жінок на роботу поза домом та розширення репродуктивних прав. Кольорові жінки та бідні білі американки поколіннями працювали поза домом у синіх комірцях та на сервісних роботах. Крім того, Анджела Девіс писала, що в той час як афроамериканки та білі жінки переживали багаторазові небажані вагітності та повинні були таємно переривати вагітність, афроамерикаки також страждали від програм примусової стерилізації, не включених широко в діалог щодо репродуктивної справедливості.
Починаючи з кінця ХХ століття, численні феміністичні вчені, такі як Одрі Лорд та Вайнона ЛаДюк критикували другу хвилю в США за зменшення феміністичної активності та відбілення хронології феміністичної історії, яка ігнорує голоси та внески багатьох жінок кольору, жінок робочого класу та ЛБ-жінок.
Існує припущення, що домінуючі історичні наративи фемруху зосередилися на білих, східному узбережжі та переважно середньому класі та жіночих групах підвищення свідомості, виключаючи досвід та внески лесбійок, жінок кольору й робітничого класу та жінок нижчого класу. Чела Сандовал назвала домінуючі наративи жіночого визвольного руху гегемонним фемінізмом, оскільки він узагальнює феміністичну історіографію для ексклюзивної популяції жінок.  Кімберле Креншоу ввів термін інтерсекційність у 1989 році, описавши системи утиску (сексизм, расизм), які мають мультиплікативний, а не адитивний вплив на багаторазово маргіналізованих. Це стало основним принципом фемінізму третьої хвилі.